# Liste der Auslandsvertretungen Finnlands

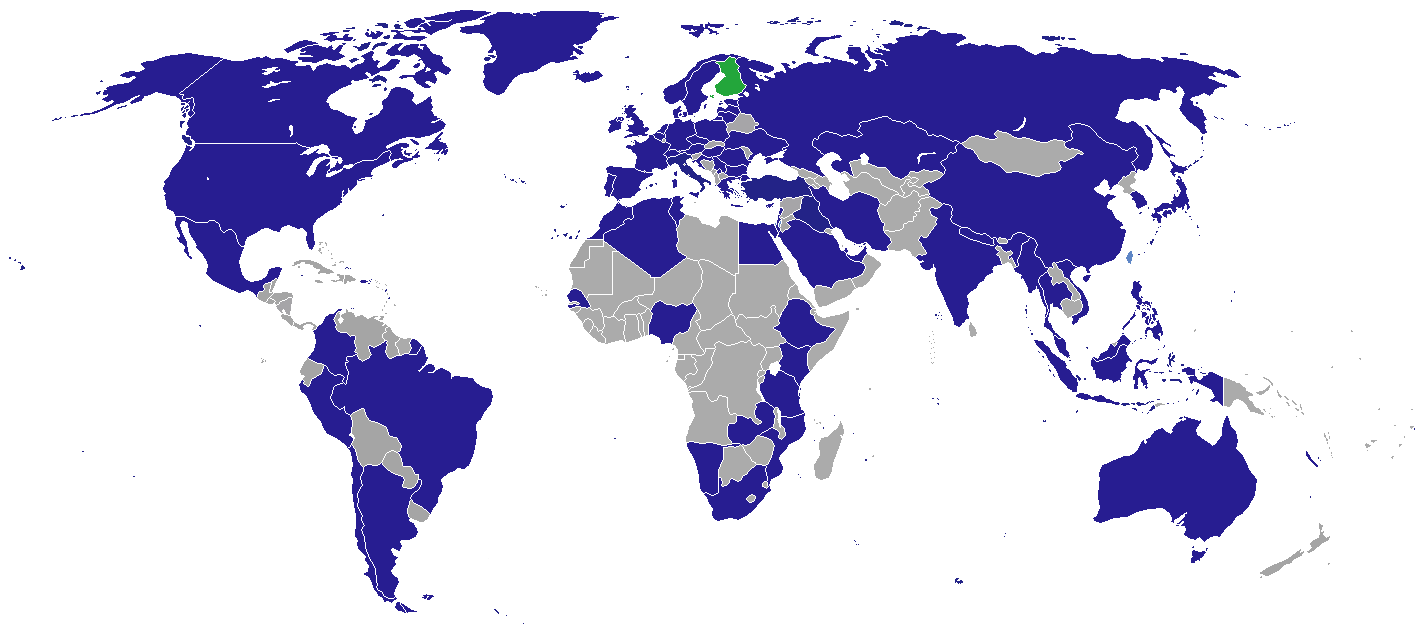
Standorte der diplomatischen Vertretungen (Botschaften und Konsulate, ohne Honorarkonsulate)

Dies ist eine Liste der diplomatischen Vertretungen Finnlands. Die Republik Finnland unterhält ein Netzwerk von 71 Botschaften weltweit.

## Botschaften und Konsulate

### Afrika

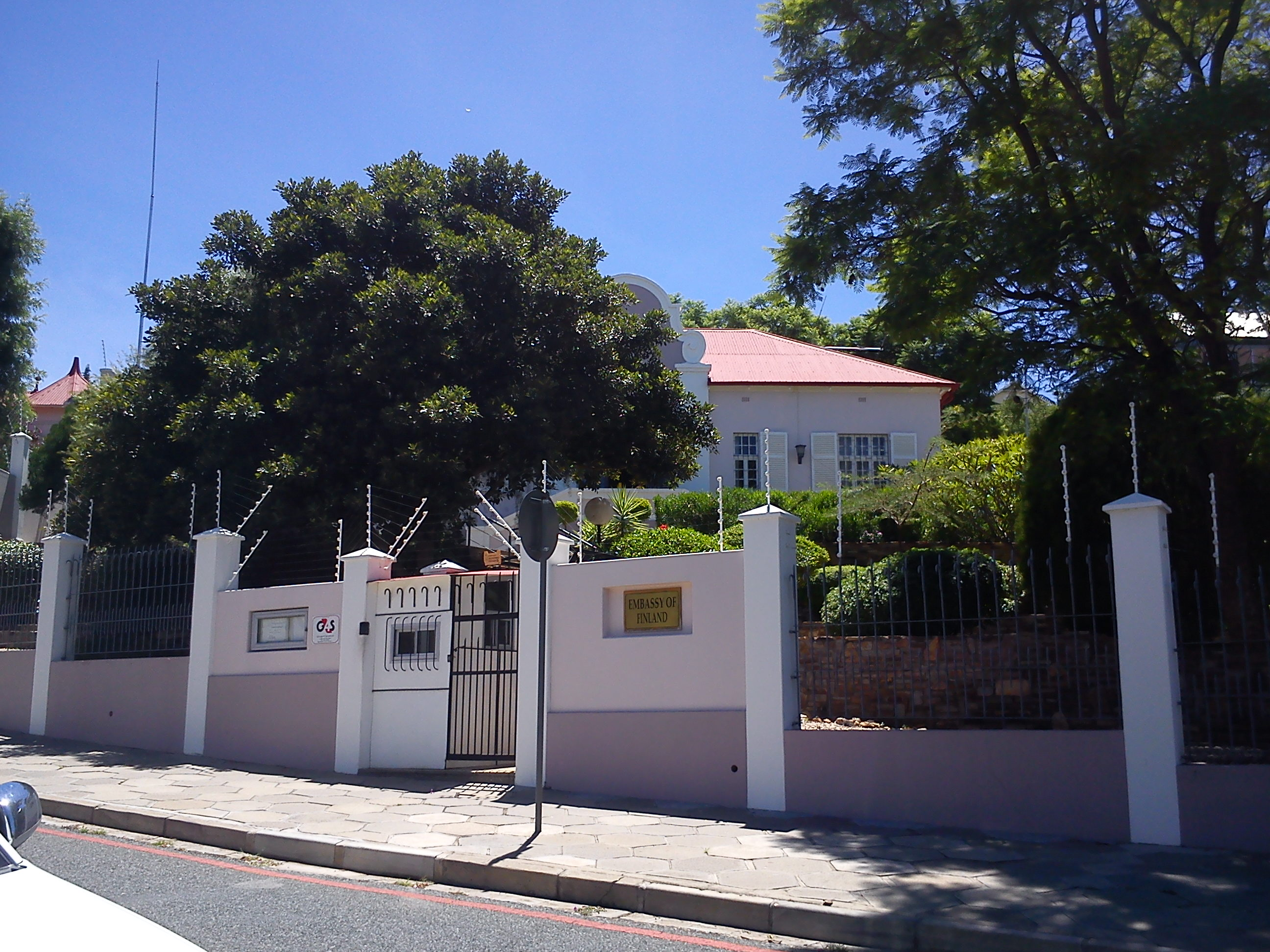
Finnische Botschaft in Windhoek

- Ägypten: Kairo, Botschaft (→ Liste der Botschafter)
- Algerien: Algier, Botschaft
- Äthiopien: Addis Abeba, Botschaft
- Kenia: Nairobi, Botschaft (→ Liste der Botschafter)
- Marokko: Rabat, Botschaft (→ Liste der Botschafter)
- Mosambik: Maputo, Botschaft
- Namibia: Windhoek, Botschaft (→ Liste der Botschafter)
- Nigeria: Abuja, Botschaft
- Sambia: Lusaka, Botschaft
- Südafrika: Pretoria, Botschaft (→ Liste der Botschafter)
- Tansania: Daressalam, Botschaft (→ Liste der Botschafter)
- Tunesien: Tunis, Botschaft (→ Liste der Botschafter)

### Asien
- Afghanistan: Kabul, Botschaft (→ Liste der Botschafter)
- Volksrepublik China: Peking, Botschaft (→ Liste der Botschafter)
- Volksrepublik China: Shanghai, Generalkonsulat
- Volksrepublik China: Hongkong, Generalkonsulat
- Indien: Neu-Delhi, Botschaft
- Indonesien: Jakarta, Botschaft
- Iran: Teheran, Botschaft (→ Liste der Botschafter)
- Israel: Tel Aviv, Botschaft
- Japan: Tokio, Botschaft (→ Liste der Botschafter)
- Kasachstan: Astana, Botschaft
- Libanon: Beirut, Botschaft
- Malaysia: Kuala Lumpur, Botschaft
- Nepal: Kathmandu, Botschaft
- Saudi-Arabien: Riad, Botschaft
- Singapur: Singapur, Botschaft
- Südkorea: Seoul, Botschaft (→ Liste der Botschafter)
- Thailand: Bangkok, Botschaft (→ Liste der Botschafter)
- Vereinigte Arabische Emirate: Abu Dhabi, Botschaft
- Vietnam: Hanoi, Botschaft

### Australien und Ozeanien
- Australien: Canberra, Botschaft (→ Liste der Botschafter)
- Australien: Sydney, Generalkonsulat

### Europa

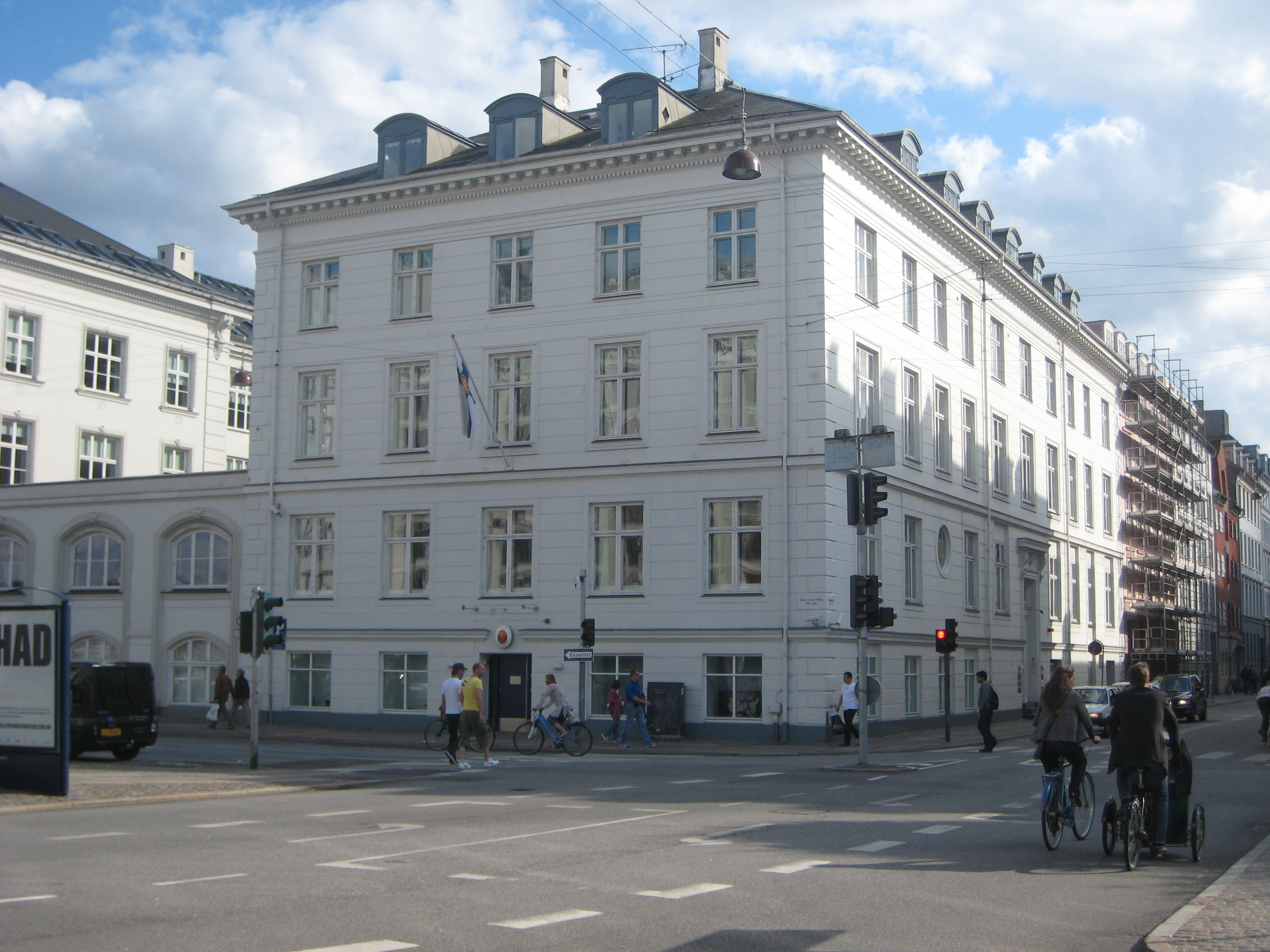
Finnische Botschaft in Kopenhagen

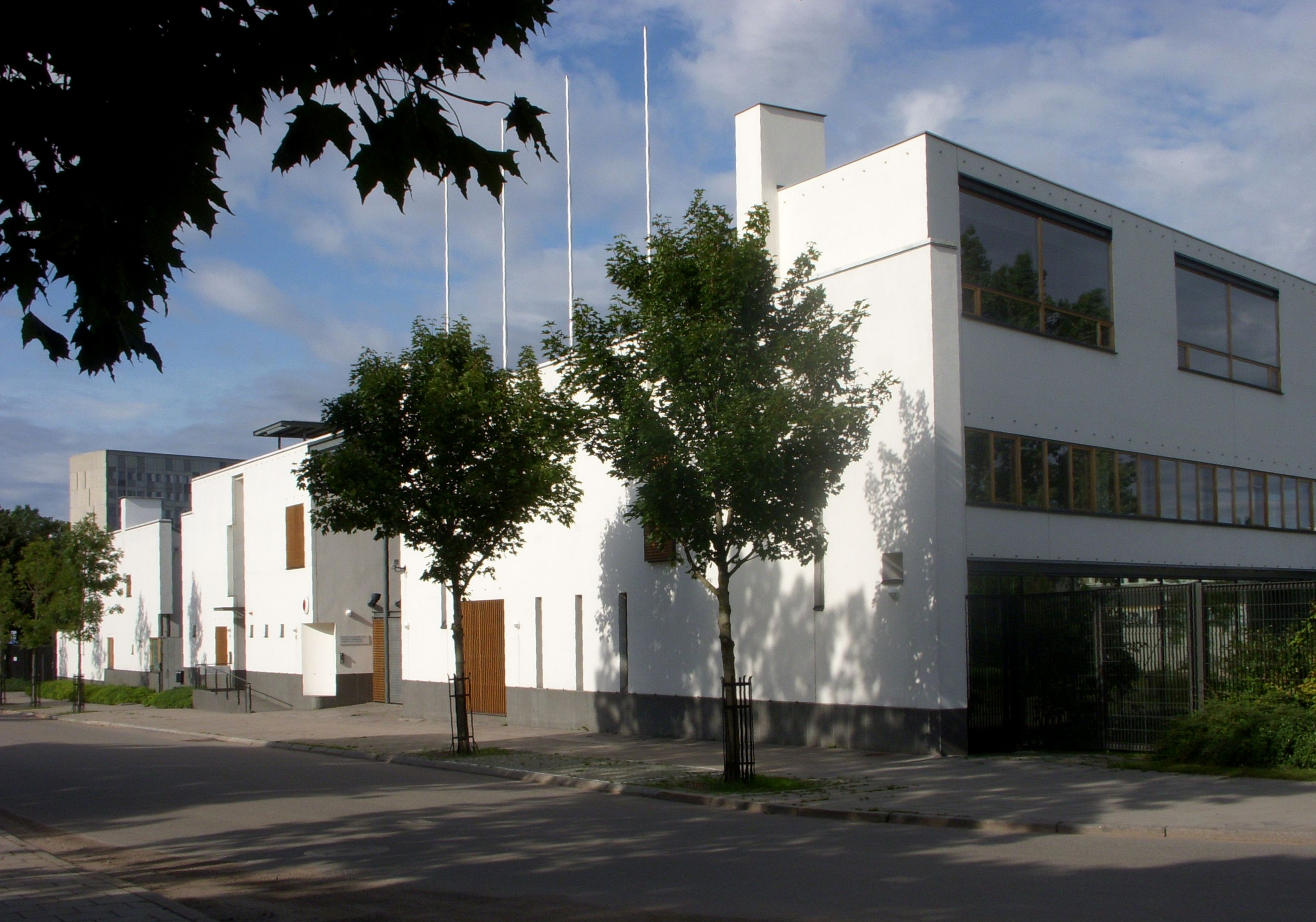
Finnische Botschaft in Stockholm

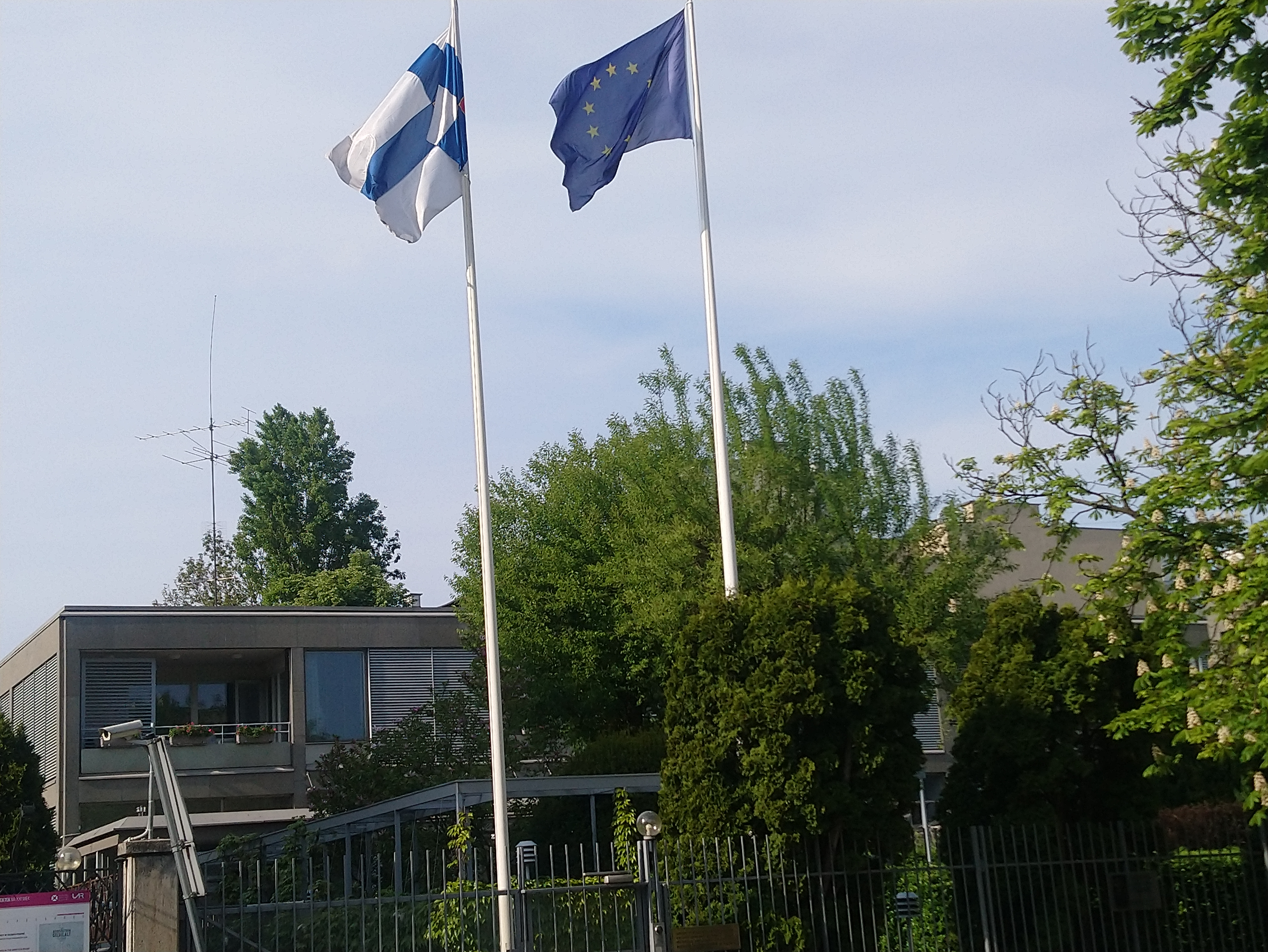
Finnische Botschaft in Warschau

- Belgien: Brüssel, Botschaft (→ Liste der Botschafter)
- Bulgarien: Sofia, Botschaft
- Dänemark: Kopenhagen, Botschaft (→ Liste der Botschafter)
- Deutschland: Berlin, Botschaft (→ Liste der Botschafter)
- Estland: Tallinn, Botschaft (→ Liste der Botschafter)
- Frankreich: Paris, Botschaft (→ Liste der Botschafter)
- Griechenland: Athen, Botschaft (→ Liste der Botschafter)
- Irland: Dublin, Botschaft (→ Liste der Botschafter)
- Island: Reykjavík, Botschaft (→ Liste der Botschafter)
- Italien: Rom, Botschaft (→ Liste der Botschafter)
- Kosovo: Priština, Botschaft
- Kroatien: Zagreb, Botschaft (→ Liste der Botschafter)
- Lettland: Riga, Botschaft
- Litauen: Vilnius, Botschaft
- Niederlande: Den Haag, Botschaft (→ Liste der Botschafter)
- Norwegen: Oslo, Botschaft (→ Liste der Botschafter)
- Österreich: Wien, Botschaft (→ Liste der Botschafter)
- Polen: Warschau, Botschaft (→ Liste der Botschafter)
- Portugal: Lissabon, Botschaft (→ Liste der Botschafter)
- Rumänien: Bukarest, Botschaft (→ Liste der Botschafter)
- Russland: Moskau, Botschaft (→ Liste der Botschafter)
- Russland: Sankt Petersburg, Generalkonsulat
- Russland: Petrosawodsk, Konsulat
- Russland: Murmansk, Konsulat
- Schweden: Stockholm, Botschaft (→ Liste der Botschafter)
- Schweiz: Bern, Botschaft (→ Liste der Botschafter)
- Serbien: Belgrad, Botschaft (→ Liste der Botschafter)
- Spanien: Madrid, Botschaft (→ Liste der Botschafter)
- Tschechien: Prag, Botschaft (→ Liste der Botschafter)
- Türkei: Ankara, Botschaft (→ Liste der Botschafter)
- Ukraine: Kiew, Botschaft
- Ungarn: Budapest, Botschaft (→ Liste der Botschafter)
- Vereinigtes Königreich: London, Botschaft (→ Liste der Botschafter)
- Zypern: Nikosia, Botschaft

### Nordamerika

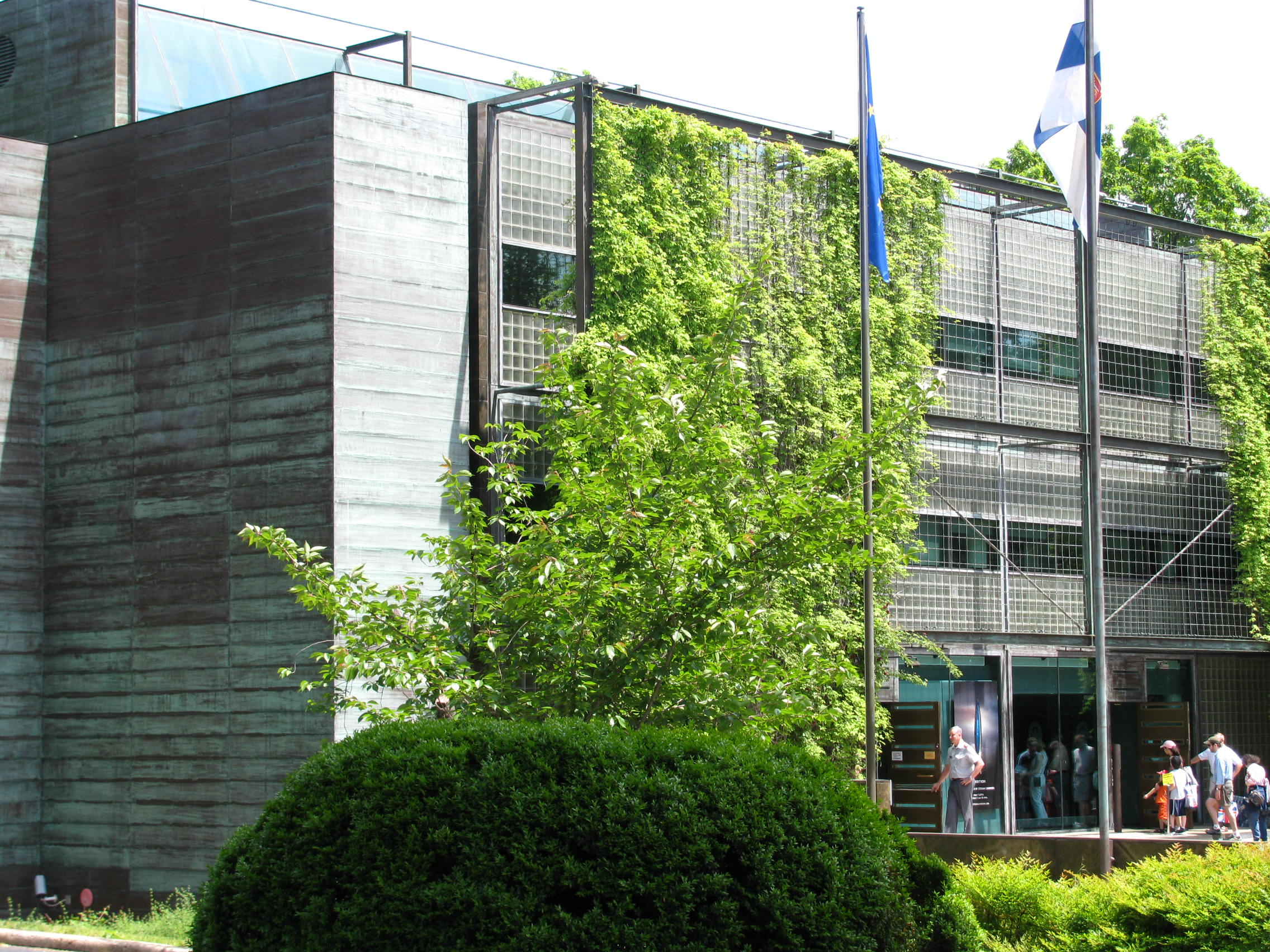
Finnische Botschaft in Washington, D.C.

- Kanada: Ottawa, Botschaft (→ Liste der Botschafter)
- Mexiko: Mexiko-Stadt, Botschaft (→ Liste der Botschafter)
- Vereinigte Staaten:  Washington, D.C., Botschaft (→ Liste der Botschafter)
- Vereinigte Staaten: Los Angeles, Generalkonsulat
- Vereinigte Staaten: New York, Generalkonsulat

### Südamerika
- Argentinien: Buenos Aires, Botschaft (→ Liste der Botschafter)
- Brasilien: Brasília, Botschaft (→ Liste der Botschafter)
- Chile: Santiago de Chile, Botschaft (→ Liste der Botschafter)
- Peru: Lima, Botschaft (→ Liste der Botschafter)

## Sonstige Vertretungen
- Kolumbien: Bogotá, Verbindungsbüro
- China, Republik: Taipei, Handelsbüro
- Palästina: Ramallah, Vertretung
- Belarus: Minsk, Verbindungsbüro

## Ständige Vertretungen bei internationalen Organisationen
- Europäische Union: Brüssel, Ständige Vertretung
- Europarat: Straßburg, Ständige Vertretung
- Vereinte Nationen: New York, Ständige Vertretung
- Vereinte Nationen: Wien, Ständige Vertretung
- Vereinte Nationen: Genf, Ständige Vertretung
- Organisation der Vereinten Nationen für Erziehung, Wissenschaft und Kultur (UNESCO): Paris, Ständige Vertretung
- Organisation der Vereinten Nationen für Ernährung und Landwirtschaft (FAO): Rom, Ständige Vertretung
- Heiliger Stuhl: Rom, Botschaft
- Organisation des Nordatlantikvertrags (NATO): Brüssel, Ständige Vertretung
- Organisation für wirtschaftliche Zusammenarbeit und Entwicklung (OECD): Paris, Ständige Vertretung
- Organisation für Sicherheit und Zusammenarbeit in Europa (OSZE): Wien, Ständige Vertretung